# Lee Yang

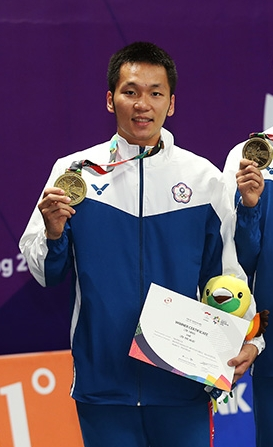
Lee Yang, 2020

Lee Yang (chinesisch 李洋, Pinyin Lǐ Yáng; * 12. August 1995 in Taipeh) ist ein taiwanischer Badmintonspieler. Er ist zweifacher Goldmedaillengewinner bei Olympischen Spielen im Doppel.

## Karriere
Lee Yang gewann die Dutch Open 2016, die Vietnam Open 2016 und die World University Championships 2016 ebenso wie die French Open 2017. 2019 siegte er beim Spain Masters, den India Open und den French International. 2021 qualifizierte er sich für die Olympischen Sommerspiele des gleichen Jahres und gewann Gold im Herrendoppel. Mit seinem Doppelpartner Wang Chi-lin (王齊麟) gewann Lee Yang (李洋) auch bei den Olympischen Spielen in Paris die Goldmedaille im Herrendoppel. Im Finale besiegten sie das chinesische Doppel Liang Weikeng (梁偉鏗) und Wang Chang (王昶) mit 2:1 nach Sätzen. Nachdem das taiwanesische Doppel den ersten Satz mit 21-17 für sich entscheiden konnte, verloren sie den zweiten Satz mit 18-21. Das taiwanesische Doppel Wang und Lin konnte sich dann in einem spannenden dritten Satz mit 21-19 durchsetzen.
Sie sind damit das einzige Doppelpaar in der Geschichte des Sports, das gemeinsam zwei olympische Goldmedaillen gewonnen hat. Nur dem Chinesen Fu Haifeng gelang dies mit unterschiedlichen Partnern.

## Sportliche Erfolge
| Saison | Veranstaltung                       | Disziplin | Platz | Name                       |
| ------ | ----------------------------------- | --------- | ----- | -------------------------- |
| 2015   | Korea Masters 2015                  | MD        | 3     | Lee Jhe-Huei / Lee Yang    |
| 2015   | Malaysia International 2015         | MD        | 2     | Lee Jhe-Huei / Lee Yang    |
| 2015   | Dutch Open 2015                     | MD        | 3     | Lee Jhe-Huei / Lee Yang    |
| 2015   | Dutch Open 2015                     | MD        | 3     | Lee Jhe-Huei / Lee Yang    |
| 2016   | World University Championships 2016 | MD        | 2     | Lee Jhe-Huei / Lee Yang    |
| 2016   | Dutch Open 2016                     | MD        | 1     | Lee Jhe-Huei / Lee Yang    |
| 2016   | World University Championships 2016 | XD        | 1     | Lee Yang / Hsu Ya-Ching    |
| 2016   | Macau Open 2016                     | MD        | 1     | Lee Jhe-Huei / Lee Yang    |
| 2016   | Korea Masters 2016                  | MD        | 2     | Lee Jhe-huei / Lee Yang    |
| 2016   | Vietnam Open 2016                   | MD        | 1     | Lee Jhe-Huei / Lee Yang    |
| 2017   | Macau Open 2017                     | MD        | 3     | Lee Jhe-Huei / Lee Yang    |
| 2017   | Universiade 2017                    | MD        | 3     | Lee Jhe-huei / Lee Yang    |
| 2017   | Universiade 2017                    | XD        | 3     | Lee Yang / Hsu Ya-Ching    |
| 2017   | French Open 2017                    | MD        | 1     | Lee Jhe-Huei / Lee Yang    |
| 2018   | Juniorenweltmeisterschaft 2018      | XD        | 17    | Lee Yang / Hsu Ya-Ching    |
| 2018   | Asienspiele 2018                    | MD        | 3     | Lee Jhe-Huei / Lee Yang    |
| 2018   | Juniorenweltmeisterschaft 2018      | MD        | 17    | Lee Jhe-huei / Lee Yang    |
| 2018   | All England 2018                    | XD        | 17    | Lee Yang / Hsu Ya-Ching    |
| 2018   | Hong Kong Open 2018                 | XD        | 3     | Lee Yang / Hsu Ya-Ching    |
| 2018   | All England 2018                    | MD        | 9     | Lee Jhe-Huei / Lee Yang    |
| 2019   | Spain Masters 2019                  | MD        | 1     | Lee Yang / Wang Chi-Lin    |
| 2019   | India Open 2019                     | MD        | 1     | Lee Yang / Wang Chi-Lin    |
| 2019   | India Open 2019                     | XD        | 3     | Lee Yang / Yang Ching-Tun  |
| 2019   | French International 2019           | MD        | 1     | Lee Yang / Wang Chi-Lin    |
| 2019   | French International 2019           | XD        | 3     | Lee Yang / Chang Hsin-Tien |
| 2019   | Swiss Open 2019                     | MD        | 2     | Lee Yang / Wang Chi-Lin    |
| 2019   | All England 2019                    | MD        | 9     | Lee Yang / Wang Chi-Lin    |
| 2019   | US Open 2019                        | MD        | 2     | Lee Yang / Wang Chi-Lin    |
| 2020   | All England 2020                    | MD        | 3     | Lee Yang / Wang Chi-Lin    |
| 2021   | Olympische Sommerspiele 2020        | MD        | 1     | Lee Yang / Wang Chi-Lin    |
| 2024   | Olympische Sommerspiele 2024        | MD        | 1     | Lee Yang / Wang Chi-Lin    |